# 沖縄テレビ放送
沖縄テレビ放送株式会社（おきなわテレビほうそう、Okinawa Television Broadcasting Co., Ltd. 略称：OTV）は、沖縄県を放送対象地域としたテレビジョン放送事業を行っている、特定地上基幹放送事業者である。フジ・メディア・ホールディングスの持分法適用関連会社。
通称は沖縄テレビ。コールサインはJOOF-DTV（那覇 15ch。詳細は後述）。
フジテレビ系列（FNN・FNS）に属しており、デジタル放送のリモコンキーIDはアナログ親局の8chから「8」でキー局のフジテレビ・準キー局の関西テレビと同じ。

## 概要
沖縄県初の民放テレビ局として1958年に設立され、翌1959年に本放送を開始した放送局である。当時は米国の施政権下にある中での開局であり、本土との間にまだマイクロ波回線も整備されていなかったことから、東京からビデオテープを船便で輸送し、数日遅れで放映した。テープだけでは放映時間が短くなることから、当初より米国民政府の広報番組、のど自慢などの自社制作番組を放映した。
創立当初より、フジテレビが関わっていたことからFNN系列のテレビ局となり、同系列のフルネット局である。現在はフジテレビ系の全国ネット番組は原則として、全て放送されるようになった（一部の番組は、時差ネットまたは未ネット）。
沖縄県には日本テレビ系列局（NNN/NNS）が無いため、フジテレビ系のローカル枠の時間帯に日本テレビ系列の番組を放送している 他、毎年夏放送の『24時間テレビ』『高校生クイズ』と年末年始の『高校サッカーの中継』（沖縄県大会および全国大会の沖縄県代表絡みの試合）に参加している。
本局初代社長の具志頭得助はフジテレビの前に日本テレビを訪れ、「時期尚早」と断られている。
かつてはホームページのリンク集にFNSやフジテレビ系列各局の他に日本テレビとテレビ東京のアドレスが掲載されていた。
本土復帰前の一時期（1965年3月 - 1968年9月）に日本放送協会（NHK）の番組も放送していたことがあり、OTVが独自にスポンサーを付け、NHKの番組をCM付きで放送していた。
フジテレビ系列の深夜アニメ枠『ノイタミナ』に関しては、2025年4月の全国ネット化まで放送実績が一度も無かった。
大東諸島では、2011年7月22日に北大東島・南大東島にて、NHK・在沖各社と同時に地上デジタル放送中継局が開局した。これにより、これまで放送されていなかったOTVのローカル番組が視聴可能となり、日本テレビ系やテレビ東京系の番組を含む、ローカルセールス枠の番組を視聴できるようになった。
以前は代替として、フジテレビなど在京各社が東京から衛星通信で送られていた、小笠原諸島向けの中継波を受信し、地上波に変換して放送していたが、2010年6月30日に地上波での放送は終了。それ以降は総務省が地デジの難聴地域向けに行なっている、BSデジタル放送でのセーフティーネットで番組を流していた。沖縄県内の情報は電話回線により、画面へのテロップ挿入で伝えられていた。
主要株主はフジ・メディア・ホールディングスで、同社の持分法適用関連会社。提携新聞は琉球新報 と西日本新聞社。フジサンケイグループの産経新聞那覇支局が社屋内に入居している。
2010年2月、本社老朽化のため、沖縄県那覇東町会館（県立郷土劇場：旧沖縄県労働福祉会館）を落札することに成功したことから会館を解体、新築後に移転を予定している。2014年には新社屋の建設へ向けて、プロジェクトを開始したが、2021年9月時点で移転の目途は立っておらず、2021年5月に現社屋でマスター設備を更新したため、計画が事実上、頓挫した状態となっている。
『OTV報道スペシャル 水どぅ宝』で、2022年 日本民間放送連盟賞番組部門テレビ報道番組優秀賞 を受賞。『1031首里城の消防士たち～いま明かされる火災の真実～』で、2021年 日本民間放送連盟賞番組部門テレビ教養番組優秀賞を受賞。『菜の花の沖縄日記』で2018年 日本民間放送連盟賞番組部門テレビ報道番組優秀賞 を受賞した。同賞は過去にも多数受賞している。

## 本社・支社所在地
出典
本社
沖縄県那覇市久茂地1丁目2番20号
東京支社
東京都中央区銀座4丁目9番8号 NMF銀座4丁目ビル9階
関西支社
大阪府大阪市北区梅田2丁目4番9号 ブリーゼタワー10階
福岡支社
福岡県福岡市中央区大名2丁目4番30号 西鉄赤坂ビル3階

## 沿革

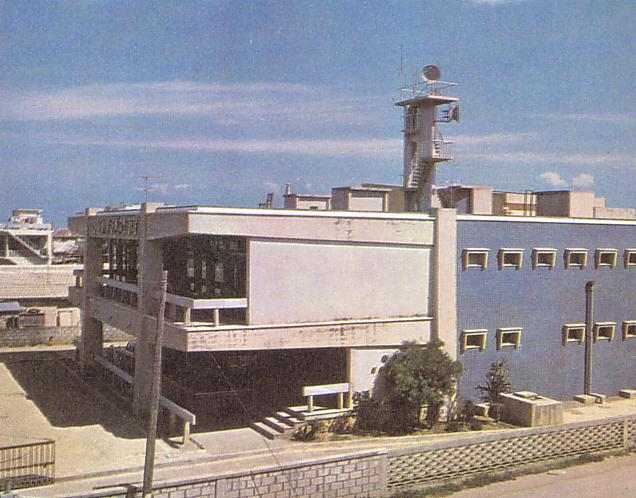
1960年代の沖縄テレビ社屋

開局から1976年まで使用された初代ロゴ

- 開局から1976年まで使用された初代ロゴ1956年（昭和31年）7月16日 - テレビ放送免許申請[9]。
- 1958年（昭和33年）
  - 2月24日 - 予備免許交付[9]。
  - 5月12日 - 設立。
- 1959年（昭和34年）
  - 10月16日 - 試験電波発射[9]。
  - 10月27日 - 本免許交付[9]。
  - 11月1日 - 琉球初のテレビ局として開局。（呼出符号KSDW-TV、US10ch）。同時に日本民間放送連盟に加盟。ただし、当時沖縄が米国施政下のためRBC・ROKとともに準加盟社扱いだった[10]。
- 1964年（昭和39年）9月1日 - 本土(鹿児島) - 沖縄間のマイクロ回線(白黒)が開通し、本土との時差なしでテレビ放送が視聴可能となる。[注 12][11]
- 1965年（昭和40年）9月13日 - 早朝放送開始[注 13][12]。
- 1968年（昭和43年）5月5日 - カラー放送開始（琉球放送と同時期）。
- 1969年（昭和44年）
  - 4月1日 - FNN（Fuji News Network）に加盟。フジテレビ系列としての第一歩を記す。
  - 10月1日 - この日発足したFNS（フジネットワーク）に加盟。

※  3月31日以前はNHKを含めたフリーネット制をとっていたため、民間放送のネットワークに加盟していなかった。しかし、1968年（昭和43年）12月22日に、沖縄放送協会中央放送局 （現在のNHK沖縄放送局）がテレビ放送を開始したことを機に、民放のネットワークに加盟することにした。
- 1971年（昭和46年） - 久米社屋を増築、同時に現行ロゴの原型となるOTVロゴを使用開始、通信タワーの形が首里送信所向けに塔の半分から三角形のユニークなデザインで目を引くようになる。
- 1972年（昭和47年）5月15日
  - 沖縄県本土復帰に伴いコールサインをJOOF-TVに変更。チャンネルもUSチャンネル“10”から日本の8チャンネルに。同時に日本の民間放送として正式にFNN・FNSに加盟。合わせて、日本復帰と同時に民放連の正加盟社となる（RBC・ROKも同日に正加盟社となる）。
  - これに伴い、電電公社のカラーによる同時ネット回線が開通[11][13][14]。当初、カラーは1回線のみで、それをNHK総合とRBCテレビと共に時間帯で分ける状況だったが、その後増設が行われ、同年12月には、完全にカラー回線に移行し、過去の再放送等を除き、放送の完全カラー化を達成した。[15][16]
- 1974年（昭和49年）10月1日 - OTV初の中継局である本部中継局が開局[17]。
- 1975年（昭和50年）3月31日 - 腸捻転解消により、これまで放送されていた毎日放送の番組がすべて琉球放送へ移行、かわって朝日放送の番組が一部放送されるようになる（ - 1994年3月）。
- 1983年（昭和58年）3月1日 - 久米2丁目（現東京第一ホテル那覇シティリゾート、以前は沖縄ワシントンホテル）から久茂地の現社屋（元沖縄配電 (沖縄電力の前身の1つ) 跡地）に移転。
- 1985年（昭和60年）6月1日 - 送信所を那覇市首里崎山町から豊見城村（現・豊見城市）高安のNHK沖縄放送局敷地内に移転[注 14]。同時に音声多重放送開始。
- 1986年（昭和61年）4月19日 - 春闘などで自社でのニュースや番組配信ができず、丸1日フジテレビからのマイクロ回線をそのまま垂れ流しで放送していた（その日の『スーパータイム』のローカル枠はFNSの九州・沖縄の基幹局であるテレビ西日本のものを放送）。またその日前後にはローカルニュース部分を天気予報に差し替えたり、『スーパータイム』のローカル枠は関東ローカル枠をそのまま放送していた。通常編成とは大幅な変更となったが、視聴者保護の観点からこの対応にしたことで放送が全面休止になることだけは回避された[注 15]。
- 1993年（平成5年）12月16日 - 宮古・八重山地域での放送を開始（琉球放送と同時）。
- 1994年（平成6年）4月1日 - 琉球放送とテレビ朝日との共同出資による琉球朝日放送の設立（1995年（平成7年）10月1日開局）に備え、民教協番組を除くテレビ朝日系の番組が姿を消す（同局系の番組は琉球放送のみとなり、琉球朝日放送開局と同時にすべて同局へ移行）。
- 1998年（平成10年）6月 - マスター設備更新[18]。
- 2006年（平成18年）12月1日 - 地上デジタル放送・ワンセグ放送開始。
- 2007年（平成19年）3月25日 - 9時41分に発生した能登半島地震に伴い日本テレビが同時ネット局とともに日テレニュース24を使った地震特番に移行したが、14分後の「いつみても波瀾万丈」枠を通常通り本局がネットしたため、NNN非加盟の本局に日テレニュース24の映像が流れる事態となった。
- 2011年（平成23年）7月24日 - 開局以来続いた地上アナログ放送が終了。大東諸島の中継局（北大東島・南大東島）がデジタル用新局の扱いで正式開局[注 16]。
- 2012年（平成24年）3月 - フジ・メディア・ホールディングスの持分法適用会社となる[19]。

## 社史・記念誌
- 沖縄テレビ30年史（沖縄テレビ放送総合企画室・編） 1989年11月発行、201ページ。
- 沖縄テレビ放送50年史（沖縄テレビ放送50年史編纂委員会・編） 2010年3月発行、327ページ。

## ネットワークの移り変わり
- 1959年（昭和34年）11月1日 - 琉球政府からテレビジョン免許を交付され初のテレビ放送を開始。NHK・日本テレビ・ラジオ東京テレビ（KRT）・フジテレビ・日本教育テレビ（NET）の番組をネットする広範囲ネット方式を採用するが、開局当時は本土とのマイクロ回線が開通していなかったためテープネットであった。
- 1960年（昭和35年）6月1日 - 琉球放送のテレビ放送開始によりラジオ東京テレビの番組が移行。民放局に限りテープネットを共有。
- 1964年（昭和39年）10月1日 - 1か月前に日琉マイクロ回線が開通（ただし白黒）。これにより東京・大阪からの同時ネットが可能になる。これを機にNHKを含めたフリーネットを採用。ニュース番組は『NHKニュース』と定める（NHKの番組にスポンサーを付けて放送していた）。
- 1967年（昭和42年）6月 - 民間放送教育協会に加盟。
- 1968年（昭和43年）12月22日 - 沖縄放送協会の開局によりNHKの番組の大半が姿を消す（一部は翌年まで、学校放送は復帰前まで放送）。ただし、この時点で日本のニュース系列に加盟していなかったため、しばらくは自社制作の『OTVニュース』でしのぐ。
- 1969年（昭和44年）
  - 4月1日 - ニュースネットワークFNNに加盟。この日からニュース番組は『FNNニュース』となる。
  - 10月1日 - 番組供給ネットワークFNS発足と同時に加盟。琉球放送とTBSテレビ・フジテレビの番組を交換。これにより前者の番組が姿を消す。琉球放送と共有の形で日本テレビ・NET・東京12チャンネルの番組販売ネットを継続。
- 1972年（昭和47年）5月15日 - 沖縄の施政権がアメリカ合衆国から日本国に返還される。免許事業が郵政省（現：総務省）に引き継がれ日本のテレビジョン免許を交付されて正式にFNN・FNS・民間放送教育協会に加盟。加えて、NHK教育テレビが沖縄本島で同日に開局したため、当局で残っていたNHKの学校放送が移行、これによりNHKの番組が完全に姿を消す。
- 1975年（昭和50年）3月31日 - 腸捻転解消により、琉球放送と毎日放送・朝日放送の一部の番組を交換（これにより毎日放送の番組は姿を消す）。
- 1994年（平成6年）4月1日 - 琉球放送とテレビ朝日による琉球朝日放送の設立を2か月後に控え、テレビ朝日の番組（民教協制作分を除く）が琉球放送のみの放送となり、これまで本局で放送されていたテレビ朝日の番組が姿を消す。現在はフジテレビ系列局であるものの、琉球放送と共有での日本テレビ・テレビ東京の番組販売ネットを続けており[注 17]、ローカルセールス枠において日本テレビの番組をスポンサードネットすることもある。

## 資本構成
企業・団体の名称、個人の肩書は当時のもの。出典：

### 2021年3月31日
| 資本金      | 発行済株式総数 | 株主数 |
| ----------- | -------------- | ------ |
| 2億8800万円 | 80,000株       | 129    |

| 株主                             | 株式数   | 比率   |
| -------------------------------- | -------- | ------ |
| フジ・メディア・ホールディングス | 24,161株 | 30.20% |
| 山城安博                         | 04,222株 | 05.28% |
| 大同火災海上保険                 | 03,880株 | 04.85% |

## チャンネル

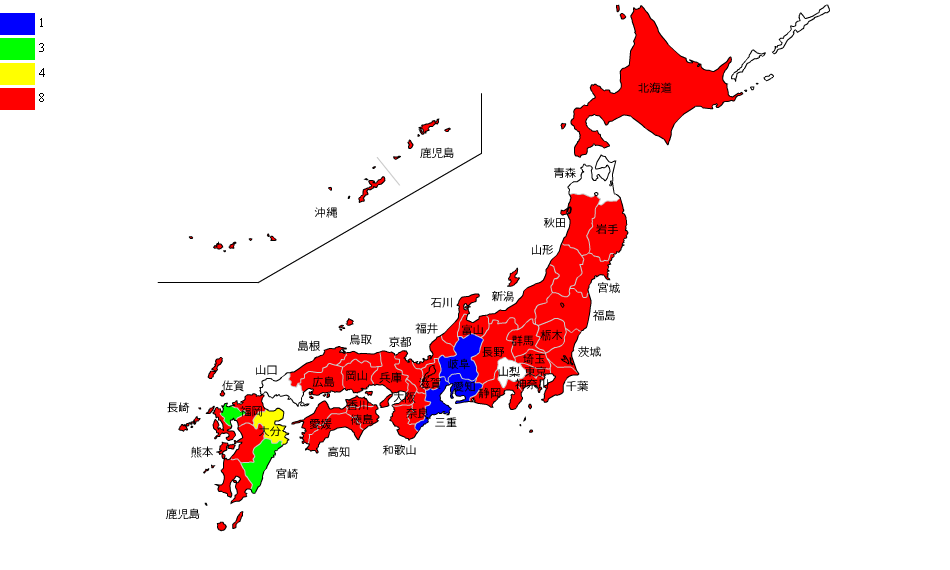
フジテレビ系列のリモコンキーID地図
地図上で赤く塗られている地域の局がID8である。

放送エリアは、沖縄県と鹿児島県奄美地方の一部地域。

### デジタル放送
出典
リモコンキーID:8
- 那覇本局[24]
  - コールサイン:JOOF-DTV
  - コールネーム:おきなわテレビデジタルテレビジョン
  - 物理チャンネル:15ch
    - 周波数:485.142857MHz

  - 空中線電力:1kW
  - 実効輻射電力:10.5 kW
  - 送信所:豊見城市字高安1019番地（旧NHK沖縄放送局敷地内。現・豊見城高安テレビ・FM送信所）
    - 2006年12月1日放送開始。鉄塔はアナログ送信所と同じだが、送信局舎はアナログテレビとは別の位置にあり、NHKデジタルテレビ・FMと共同。
- 佐敷 31ch・3W（2007年12月1日放送開始）
- 今帰仁 15ch・30W（2007年12月1日放送開始）
- 久米島 31ch・3W（2007年12月1日放送開始）
- 本部 50ch・100 mW（2008年12月1日放送開始）
- 沖縄石川 31ch・300 mW（2008年12月1日放送開始）
- 久米島東 22ch・10 mW（2008年12月1日放送開始）
- 宮古島 15ch・100W（2009年10月21日放送開始）
- 多良間 45ch・10 mW（2009年10月21日放送開始）
- 石垣 35ch・100W（2009年10月21日放送開始）
- 石垣川平 20ch・30W（2009年10月21日放送開始）
- 祖納 42ch・1W（2009年10月21日放送開始）
- 与那国 35ch・1W（2009年10月21日放送開始）
- 内道 21ch・10 mW（2009年10月21日放送開始）
- 宜野湾 48ch・1W（2009年12月1日放送開始）
- 胡屋 31ch・1W（2009年12月1日放送開始）
- 具志川 23ch・1W（2009年12月1日放送開始）
- 伊是名東 30ch・50 mW（2010年3月31日放送開始）
- 伊是名西 33ch・50 mW（2010年3月31日放送開始）
- 大度  22ch・0.01W（2010年3月31日放送開始）※デジタル新局
- 高原 31ch・10 mW（2010年7月24日放送開始）
- 北中城 40ch・10 mW（2010年7月24日放送開始）
- 南大東 36ch・3W（2011年7月22日放送開始）※デジタル新局
- 北大東 46ch・3W（2011年7月22日放送開始）※デジタル新局

先島中継局は当初2009年5月に放送開始予定だったが、技術的トラブルにより先送りとなり5か月半余遅れて10月21日に本放送開始。
大東諸島（南大東・北大東の両中継局）は海底ケーブル敷設の関係で設置時期は長らく明らかにしていなかったが、2011年初頭に海底ケーブル敷設工事が行なわれ、同年7月22日に正式開局。
鹿児島県の和泊町にあるケーブルテレビ局「和泊町有線テレビ」では他の在沖民放2局とNHK沖縄放送局の総合テレビとともに区域外再放送を行なっている。

### コールサインについて
- コールサイン「JO*F」は本来後発のAMラジオ専門局かラテ兼営局に使われるものであるが、沖縄テレビのJOOFは、元々岐阜放送→ラジオ東海（岐阜県。現在の岐阜放送（ぎふチャン）との関連なし）が持っていたものであった。しかしラジオ東海と三重県のラジオ三重→近畿東海放送（RMC→KTB、コールサインJOXR）が経営統合・合併し東海ラジオ放送（コールサインJOSF）となったためコールサインを返上[注 22]。
- 1972年、アメリカから日本に沖縄が復帰した際、日本の放送法に基づくコールサインに代えるにあたり、このコールサインが復活した。同じケースはラジオ沖縄でもある。
- 略称の「OTV」は、過去に大阪テレビ放送（大阪府）が使用していたが、当時アメリカ統治下にあったため関係なく「OTV」を略称に使用した。大阪テレビ放送がラジオ単営局だった朝日放送（ABC）と合併したことに伴い「OTV」の略称も使われなくなり、沖縄復帰の際に問題なく使用を継続することができた。

### アナログ放送
2011年7月24日停波時点
- 那覇本局
  - コールサイン:JOOF-TV
  - チャンネル:8ch
    - 映像周波数:193.25 MHz
    - 音声周波数:197.75 MHz

  - 空中線電力
    - 映像出力:5 kW（最大実効輻射電力44kW）
    - 音声出力:1.25 kW（最大実効輻射電力11kW）

  - 送信所:豊見城市字高安1019（旧NHK沖縄放送局敷地内。現・豊見城高安テレビ・FM送信所）
    - 送信鉄塔はNHK（アナログテレビ、デジタルテレビ、FM）・琉球放送（アナログテレビ）と共同。送信局舎は琉球放送のアナログテレビと共同。デジタルテレビの送信局舎とは別位置となる）

沖縄本島および周辺
- 首里 57ch・3W
- 佐敷 56ch・30W
- 宜野湾 37ch・10W
- 胡屋 20ch・10W
- 具志川 52ch・10W
- 沖縄石川 56ch・3W
- 恩納 37ch・3W
- 今帰仁 32ch・300W
- 名護東江 50ch・1W
- 本部 58ch・1W
- 久米島 57ch・30W
- 久米島東 61ch・1W

先島諸島（1993年12月16日放送開始）
- 宮古島 34ch・1 kW
- 多良間 56ch・30W
- 石垣 28ch・1 kW
- 川平 46ch・300W
- 祖納 25ch・100W
- 与那国 43ch・10W

大東島には最後まで中継局は設置されず2010年6月までフジテレビを代替送信していた。

## 番組

### 現在放送中の番組
日本テレビ系列の遅れネット番組は稀に民教協の番組に表示される字幕放送のテロップが使用される場合がある。

#### 主な自社制作番組
- OTV Live News（月 - 土曜 20:54 - 21:00、日曜 23:09 - 23:15）
- OTV Live News イット!（月曜 - 金曜 17:48 - 19:00）
- 首里城ふたたび（火曜 22:54 - 23:00）
- なにそ～れ パッション法律GYM所（水曜 11:25 - 11:30）
- 郷土劇場（第3水曜 13:50 - 14:47）　※開局以来放送されている長寿番組。ホームドラマチャンネルでも放送
- イレブンタイム!テレビちゃん。早押しライブQ（木曜 11:25 - 11:30、愛媛朝日テレビと共同制作）
- オキナワマイ:ライフ 良い子は見ちゃダメ！Night Talk！（木曜 0:20 - 0:50〈水曜深夜〉）
- ヘルスハック大学沖縄 シーズン2（木曜 0:50 - 1:05〈水曜深夜〉）
- ワッターまちやぐゎー（木曜 15:16 - 15:45）
- アゲアゲめし（金曜 19:00 - 19:30）（ホームドラマチャンネルでも放送）
- KUKURU（金曜 22:52 - 22:58）
- ぐしけんさん（土曜 9:55 - 10:20）　※BSJapanextにも2023年6月までネット。
- 友近ありんくりんのい～あんべぇ（土曜 10:20 - 10:50）
- RYUGIN GOOD NEWS（土曜 11:45 - 11:50）
- 沖縄アーカイブ（月1火曜 22:54 - 23:00）
- HYゴーゴーゴーヤー〜ASSE!! OKINAWA!!〜（土曜 17:00 - 17:25）
- ひーぷー☆ホップ（土曜 18:00 - 18:55）
- パブピポ!!（土曜 18:55 - 19:00）
- あなたとOTV～沖縄テレビの番組を検証する（月1日曜 6:25 - 6:30）
- ライオンのハイサイ新婚さん（日曜 9:55 - 10:00）[注 24]
- グーな家探し（第3・4土曜 11:45 - 11:50）
- ゆ～タイム
- うぇざゆ～
- Kings on TV（琉球ゴールデンキングスの試合中継）
- 新春!oh笑い O-1グランプリ（毎年1月2日）

#### フジテレビ系列番組（遅れネット）
制作局の表記のない番組はフジテレビ制作。
- 何か“オモシロいコト”ないの?（木曜 1:05 - 1:35〈水曜深夜〉）
- おかべろ（木曜 1:35 - 2:05〈水曜深夜〉、関西テレビ制作）
- 坂上どうぶつ王国（木曜 13:50 - 14:47）　※スペシャル放送時は20:00から短縮版を放送
- 旬感LIVE とれたてっ!（金曜 13:50 - 14:47、関西テレビ制作）
- 突然ですが占ってもいいですか?（土曜 1:20 - 1:50〈金曜深夜〉）
- Tune（土曜 1:50 - 2:20〈金曜深夜〉）
- チャンハウス（土曜 10:55 - 11:45）
- ジャンクSPORTS（日曜 1:20 - 1:50〈土曜深夜〉）
- いたジャン！（日曜 1:50 - 2:20〈土曜深夜〉）
- ドキュメント九州（日曜 5:30 - 6:00、テレビ西日本制作）
- 相葉◎×部（月曜 1:25 - 1:55〈日曜深夜〉）
- FNSドキュメンタリー大賞（不定期放送）
- FNSソフト工場（不定期放送）

#### 他系列番組

##### 日本テレビ系列番組
- 月曜から夜ふかし（火曜 0:20 - 1:20〈月曜深夜〉）
- 見取り図の間取り図ミステリー（水曜 0:20 - 1:20〈火曜深夜〉、読売テレビ制作）
- 有吉の壁（水曜 13:50 - 14:47）[注 25]
- 一茂×かまいたち ゲンバ（金曜 0:15 - 1:15〈木曜深夜〉）
- おしゃれクリップ（金曜 19:30 - 20:00）
- 上田と女がDEEPに吠える夜（土曜 0:50 - 1:20〈金曜深夜〉）
- THE突破ファイル（土曜 12:00 - 12:54）[注 26]
- 踊る!さんま御殿!!（土曜 13:00 - 14:00）
- ぐるぐるナインティナイン（土曜 14:00 - 15:00）
- 1億人の大質問!?笑ってコラえて!（日曜 8:58 - 9:55）[注 27]
- 上田と女が吠える夜（日曜 12:00 - 13:00、再放送:火曜 13:50 - 14:47）[注 27]
- 世界まる見え!テレビ特捜部（日曜 13:00 - 14:00）
- ザ!鉄腕!DASH!!（日曜 14:00 - 15:00）
- NNNドキュメント（月曜 1:55 - 2:55〈日曜深夜〉）[注 28][注 29]

###### 特別番組
- 24時間テレビ 「愛は地球を救う」（毎年8月下旬。フジテレビ系がローカル枠の時間帯は同時ネットでデータ放送も連動する。一部スポンサードネット。スペシャルドラマは“土曜ドラマ”枠での時差ネット。エンディングは時差ネットだが年度により割愛となる場合もある。また、沖縄県への台風の接近が予想される場合は、街頭での募金活動などが自粛される[注 30]。）。2016年度以降は日曜9:00台の「沖縄ローカル」部の時間が短縮。さらには2017年度 - 2019年度は沖縄テレビの玄関前、2020年度以降は同スタジオ内でパーソナリティー2人のリポートに固定されている。ただし、日本テレビが設けている長時間ローカル枠のうち、沖縄テレビが放送できる時間は朝しかないため、必ず放送される。

- 全国高等学校クイズ選手権（毎年9月。2008年より1週（それまでは1、2日）遅れて午後に放映、スポンサードネットであるが過去に1回だけノンスポンサーだったことがある）
- 全国高等学校サッカー選手権大会（冬季、民間放送43社共同制作。2011年度のみ当日深夜に時差ネット）
- 島原・雲仙大学駅伝（長崎国際テレビ制作、九州NNN系列とのブロックネット、一部スポンサードネット）
- 東京マラソン（毎年3月、同時ネット。フジテレビ系列担当の年は系列内番組として放送。日本テレビ系とフジテレビ系のクロスネットであるテレビ大分・テレビ宮崎と同様フジテレビ制作も合わせて毎年放送。前身の東京国際マラソンの日本テレビ系ネットは1994年まで放送された、また2010年の放送では系列外にもかかわらず、地震の臨時NNNニュースも放送された）
- 大王製紙エリエールレディスオープン（最終日のみ同時ネット）
- LPGAツアーチャンピオンシップ（最終日のみ同時ネット）
- ゴルフ日本シリーズ（最終日のみ同時ネット）

##### テレビ東京系列番組
- 有吉の深掘り大調査（月曜 13:50 - 14:47）

##### その他
- ライフ・ライン（土曜 5:30 - 6:00、太平洋放送協会制作）
- がんじゅうタイム（土曜 12:54 - 13:00、沖縄県国民健康保険制作）
- 日本のチカラ（日曜 6:30 - 7:00、民教協番組）※沖縄県の担当をRBCと分担するため、RBC制作分が放送されることがある。

### 過去に放送した番組

#### 自社制作番組

##### 平日朝8時枠
- あすへの提言（1967年10月2日 - 1968年3月29日）

##### 平日朝10時枠
- スタジオ8 10時です OTVです（1980年10月6日 - 1985年9月27日）
- すくらんぶる8（1985年9月30日 - 1986年3月28日）

##### 平日夕方枠
- OTVニュース6:30→OTVイブニングワイド→OTVスーパータイム→OTVニュース555 ザ・ヒューマン→OTVスーパーニュース→みんなのニュース おきCORE→OTVプライムニュース（以上、夕方ニュース番組）
- すくすく育て あおぞらの子（1980年代 - 1990年代、1983年に初めてOTVで放送されて以来、RBCとの隔年交代での放送）

##### 月曜19時枠
- 沖縄発われら地球人→世界ウチナーンチュ紀行（1987年4月12日 - 2000年3月27日）（スカパー!110・AQステーション[注 31] で再放送された。またハワイのケーブルテレビ日本語専門チャンネルNGN（Nippon Golden Network）ch677でも放送された。2009年4月 - 11月には開局50周年記念として月曜深夜に再放送されていた。）
- ふるさとの技（1991年4月15日 - 9月23日）
- 今輝いて…（1992年4月27日 - 9月21日）
- 不思議!なぜ?沖縄の生物たち（1993年1月11日 - 5月3日）
- 人間万歳!明日への息吹き（1993年5月10日 - 9月22日）
- 万国チャンプルーワッター友!（1994年4月11日 - 9月19日）
- クイズ・不思議列島ヌー?（1995年4月10日 - 1996年9月23日）→不思議列島ヌー?ふるさと再発見（1997年4月28日 - 9月22日）→ヌー?DEネット!（1998年4月20日 - 9月28日）
- はばたけ!南の群生（2005年4月25日 - 2006年3月13日）
- ディキヤーズ（2006年4月24日 ｰ 12月11日）
- シェフ道筆のまーさん堂（2007年10月22日 ‐ 2011年3月28日）
- ゆがふぅふぅ（月曜→金曜 19:00 - 19:27[注 32]、2011年4月11日 ｰ 2016年3月18日）

##### 金曜夕方枠
16時枠
- ふるさとヘッドライン（1989年4月7日 - 1990年3月2日）

17時枠
- FRIDAY・NOW（1988年10月7日 - 1989年3月31日）
- ウチナー通信
- ウチナー待夢（1990年4月6日 - 1991年3月29日）→気まぐれワンダーランド（1991年4月5日 - 1992年3月27日）→じゃかALIVE（1992年4月3日 - 1993年3月25日）‐ 1993年4月以降は、日曜昼へ移動。
- こだわってウチナー情報（2000年10月6日 - 2002年9月20日）

17時30分枠
- ズームアップOTV（1991年4月5日 - 2004年3月26日）

##### 金曜19時枠
- 金7（2016年4月15日 - 2017年3月31日）
- エイカーズグランドマスター（金曜 19：00～19：30、2017年4月21日 - 6月16日）

##### 土曜午前枠
- ハルサーエイカー（土曜 10：00～10：30、2011年10月15日 - 2012年1月7日）
  - ハルサーエイカー2（土曜 10：30～11:00、2012年10月6日 - 12月29日）
- ミミアリメアリー（土曜 10：25～10：55、2015年4月4日 - 2016年3月26日）
- スポーツ応援番組 青春エンジン（土曜 11：30～11：45、2015年4月11日 - 2017年9月30日）→青春応援番組 アグレナリン!（土曜 11：30～11：45、2018年4月28日 - 2019年3月30日）
- NEXSTARS☆（土曜 11：30～11：45 → 10:55 - 11:15、2019年5月4日 - 2023年6月24日）
- アクターズTune!（土曜 10:55 - 11:15、2023年7月1日 - 2024年6月29日）

##### 土曜夕方枠
17時30分枠
- OTV土曜スタジオ（1970年4月18日 - 7月25日）→ハイサイ！土曜日ターリー（1970年8月1日 - 1971年3月27日）
- 今ふるさとを創る（1991年1月19日 - 3月30日）
- 世にもおかしな物語・沖縄版（1991年4月13日 - 8月31日）
- おきなわ列島・小さな旅（1991年10月5日 - 1992年3月28日）

18時枠
- Music force ～音力～（2004年1月10日 - 7月3日、ラジオDJのやまだひさし司会で対バン形式の勝ち抜き戦をメインした音楽番組）
- Day Breaker（2005年1月15日 - 2006年3月25日）
- 諸星和己のうちばら（2006年9月2日 - 12月23日）
- うり☆ひゃー! それいけ!安田探検隊!（2007年10月6日 - 12月29日）

18時30分枠
- おきなわ昔ばなし（1992年4月11日 - 9月26日）
  - 新・おきなわ昔ばなし（1993年10月2日 - 1994年9月24日）
- HABU（1995年10月28日 - 1996年3月30日）
- まんが沖縄歴史ものがたり（1996年7月6日 - 12月27日）※最終回のみ、金曜朝10:30に放送。
- るーずぼっくす（1997年4月12日 - 1998年3月28日）→流行通信PTA（1998年4月11日 - 1999年3月20日）
- BOOM BOOM（1996年5月4日 - 2001年9月） - 開始当初から1999年3月までは土曜 14:00 - 14:30。1999年4月 - 最終回は土曜 18:30 - 19:00。
- 灼熱音楽サロン DEEP BEAT（2001年10月 - 2005年3月） - 開始当初は土曜 18:30 - 19:00だったが、半年後の2002年4月に18:00へと繰り上げ。2004年1月に金曜 24:55 - 25:25に移動。

##### 日曜13時枠
前半
- 沖食・ちょっといい話（1987年4月12日 - 1988年4月24日）
- じゃかALIVE（1993年4月4日 - 1994年3月27日）→じゃか×2ALIVE（1994年4月3日 - 1997年3月30日）

後半
- ホーメル夢色飛行船（1987年5月3日 - 1988年5月29日）

##### 日曜21時枠
- モルガン郷土劇場 うず更紗（1962年6月3日 - 8月26日）
- 琉球民謡ショー ハイトップアワー（1962年8月13日 - 1964年3月29

日） - 開始当初から1963年7月までは火曜夜。1963年8月4日に移動。
- 郷土劇アワー 日の出劇場（1963年2月6日 - 1964年7月26日） - 開始当初から1964年3月までは木曜 22時枠。1963年4月12日に移動。
- 日曜郷土劇場（1964年8月2日 - 1964年8月30日）

##### 深夜枠
- 池田免税店（火曜 25:35 - 25:50、2006年10月3日 - 2007年3月27日） ‐ 2シリーズ放送
- ガチャウマ!→プレミア（木曜 25:45 - 26:15→金曜 25:00 - 25:30、1999年11月 - 2002年3月29日）
- ジェイコブの屋根（金曜 25:10 - 25:15、2003年10月24日 - 12月27日）
- FEC沖縄○○バラエティー（金曜 25:20 - 25:50、2006年7月7日 - 9月29日・2007年5月4日 ‐ 9月28日） ‐ 2シリーズ放送
- なんじゅね?[注 33]（金曜 24:50 - 25:20、2006年10月6日 - 12月）
- 週刊キングスTV（bjリーグのシーズン中のみに放送）
- オバー自慢の爆弾鍋（金曜 25:25 - 25:50、2012年4月6日 - 6月29日）
- 夜ふかし倶楽部（土曜 24:35 -  25:10→25:20～26:05、1987年5月2日 - 1990年9月29日）- 1989年10月7日より、『夜ふかし倶楽部Ⅱ』へ改題。
- ez!anゴーゴー（土曜 25:15 -  25:45、2001年4月28日 - 2002年6月29日）
- BANG☆NIGHT Hi〜Pu〜（第1・3土曜  26:05 - 26:20）
- GONGON（第2・4土曜 26:05 - 26:20）[注 34]）
- 素顔のBOSS（日曜 24:40～25:10、2014年4月6日 - 9月28日、2015年2月1日- 3月29日）→098TV（日曜 24:45～25:15→24:30～24:58、2015年4月5日 - 2018年6月24日）
- 沖縄タグリ酒（日曜 24:30～24:58、2021年7月4日 - 25日・2022年8月14日 - 9月18日）

##### その他
- 何時の日ぞ（1982年、大宜見小太郎や北村三郎が出演のドラマ）
- あけぼの荘の人々（2001年・2005年、北村三郎が出演のドラマ）
- お料理メモ（開局当初に放送）
- ニッカのど自慢
- 職場対抗合戦
- 親子仲好しゲーム
- リカお笑い劇場
- くらしと経済（金曜 11:20 - 11:25）
- おきなわテレ研（1999年4月 - ）
- コレパチ
- PLAYERZ（木曜16:20～16:50、2020年7月2日 - 2021年2月4日）
- 根間ういのちゅーばーTV（日曜 8:25 - 8:30、2020年10月4日 - 12月27日）
- 南国ChillOut（木曜 22:54 - 23:00、2021年7月15日 - 2023年12月28日）

他多数

#### フジテレビ系列番組（遅れネット）
- コンバット
- 志村塾
- FNS地球特捜隊ダイバスター（途中打ち切り）
- ワンナイR&R（深夜時代）
- NEW GENERATION
- はねるのトびら（月深時代）
- マツコの部屋
- ホメられてノビるくん
- その顔が見てみたい（深夜時代）
- ピカルの定理（深夜時代）
- 世界は言葉でできている（深夜時代）
- おもしろ言葉ゲーム OMOJAN
- GIVE&TAKE
- トリコ（途中打ち切り）
- うつけもん
- TOKYOラッシュアワー
- 百識王
- モウソリスト
- クロノス
- 世界HOTジャーナル
- 巷のリアルTV カミングアウト!
- TERRACE HOUSE BOYS & GIRLS IN THE CITY
- 魁!ミュージック
- その原因、Xにあり!
- ミューサタ
- 人生のパイセンTV（深夜時代）[注 35]
- さまぁ〜ずの神ギ問（深夜時代・日曜午後時代）※日時変更・休止の場合あり
- スポーツジャングル
- 白昼夢
- タカトシ牧場（北海道文化放送制作）
- ふるさと紀行（東海テレビ制作）
- ザ・ラストヒロイン〜ワルキューレの審判〜（東海テレビ制作）
- 口出しゴメン!セキララ☆小町（関西テレビ制作、途中打ち切り）
- 村上マヨネーズのツッコませて頂きます!（関西テレビ制作、途中打ち切り）

#### フジテレビ系列番組（同時ネット）
- ハピくるっ!（関西テレビ制作）

#### 他系列番組

##### 日本テレビ系列番組
- ご存じですか （同時ネット）
- 新ニッポン探検隊（2番組とも政府の事業仕分けの対象となったため終了。これにより、沖縄県内でのレギュラーの日テレ同時ネット番組は皆無になった）
- 健康増進時代→Oh!診→からだ元気科（『健康増進時代』の本土復帰前は差し替え?『Oh!診』から同時ネット）
- いつみても平平凡凡→いつみても波瀾万丈（同時ネット、2007年の能登半島地震の際はこの枠で日テレニュース24の臨時ニュースが流れた）→誰だって波瀾爆笑（2時間30分遅れネット、2011年3月27日放送分を以って打ち切り。その後RBCで2018年7月8日の14:00 - 15:30に同年5月27日放送分を放送）
- 歌う王冠
- レ・ガールズ
- ごちそうさま（『おもいッきりテレビ』に内包された後も1年間続いたが打ち切り）
- 三枝成章の気まぐれ→昼下がりのカルチャー（『おもいッきりテレビ』の1コーナー）
- 投稿!特ホウ王国→だんトツ!!平成キング
- 天才・たけしの元気が出るテレビ!!→特命リサーチ200X→特命リサーチ200X-II→ワールド☆レコーズ（『A』以降の番組はRBCで放送）
- 笑点（1989年5月でネット打ち切り。なお2003年4月にRBCで14年ぶりに沖縄県でのネットが復活したが、わずか1年で打ち切られた。2013年頃にRBCで2度目のネットを再開したが、後にネットを打ち切った）
- スター誕生!（1973年春-日本テレビの終了まで）
- コント55号のなんでそうなるの?→カックラキン大放送!!→志村けんの失礼しまぁーす!→Wパパにオマケの子!?
- 追跡（金曜日のみネット受け）
- 金曜20時枠（水曜22時→月曜22時→水曜夕方→木曜夕方に遅れネット）
  - 太陽にほえろ!（1981年春から日本テレビの終了まで、RBCからのネット移行）→ジャングル→NEWジャングル→もっとあぶない刑事→ハロー!グッバイ→勝手にしやがれヘイ!ブラザー→刑事貴族シリーズ→はだかの刑事→もうひとつのJリーグ→ザ・ワイドショー→西遊記→静かなるドン→ウッチャンウリウリ!ナンチャンナリナリ!!→ウッチャンナンチャンのウリナリ!!（『マネーの虎』以降の番組からRBCに戻った）
- 金曜劇場（1983年春から1985年9月、RBCからのネット移行）→日テレ水10ドラマ（『恋人も濡れる街角』は4日（11日?）遅れ。『愛さずにいられない』〜『終らない夏』は数か月-半年遅れで放送。2002年4月クールの『ごくせん』第1シリーズを単発で放送した後、2005年4月クールの『anego』以降はRBCに移行）
- 土曜グランド劇場→土曜ドラマ→土ドラ10（1983年3月まで日曜22:30 - 23:24→1983年4月から2007年3月まで火曜22:00 - 22:54、2007年4月から2024年9月まで土曜12:00 - 12:54、2024年10月から2025年3月まで金曜0:30 - 1:25〈木曜深夜〉にスポンサードネットされていた。なお、2024年4月から2025年3月まで存在した『土ドラ9』の4作品は未放映。2025年1月期の『アンサンブル』をもってスポンサードネットを終了し、『一茂×かまいたち ゲンバ』の遅れネットに切り替え）
- 大都会シリーズ
- 探偵物語
- マジカル頭脳パワー!!（当初は不定期放送だが、1994年10月からレギュラー放送。月曜夕方に放送されていた。2025年の復活SPは2025年6月21日の12:00 - 13:54に放送）
- びっくり日本新記録（読売テレビ制作、月曜19時台前半に時差ネット）
- 日立ドキュメンタリー すばらしい世界旅行（1975年春から日本テレビの終了まで、RBCからのネット移行）→日立 地球トライアル→日立 あしたP-KAN気分!
- 伊東家の食卓→未知の世界を撮りたい 驚き(秘)映像ハンター!ドリームビジョン→おネエ★MANS
- 火曜劇場（1976年から同時ネット。後年の火曜ドラマはRBCで『有閑倶楽部』『貧乏男子 ボンビーメン』『神の雫』のみ放送）
- 土曜サスペンス劇場→ドラマ・コンプレックス→土曜ドラマゴールド（「土サス」時代は「火曜サスペンス劇場」、「ゴールド」時代は「火曜ドラマゴールド」のものを放送、またこれらの番組中止時もその時間帯に放映したスペシャル番組（例：『ウーマンズ・ビート ドラマスペシャル〜溺れる人〜』など）を放映。ちなみに「火サス」初期（1981年秋から1983年春）は火曜夜10時枠で1つの作品を前後編に分割して放送）
- 週刊オリラジ経済白書（当初は火曜深夜に放送されていたが、この時間帯に『24 -TWENTY FOUR- SEASON V』のネットに切り替えたために土曜朝に枠を移動した）
- 知られざる世界（1979年秋から日本テレビの終了まで、RBCからのネット移行）
- 金曜11時台前半枠（日曜23:00→土曜17:00→同15:55から時差ネット）
  - FAN→FUN→アリゾナの魔法→プリティガレッジ→ガガガガガレッジセール→未来創造堂（2009年3月までは4:3SDで放送。デジタルで放送時は“OTV”という文字が画面右上に表示され、テロップが消えると、一瞬“アナログ”という文字が見えていた。同年4月の放送よりHD化された）
- クイズ世界はSHOW by ショーバイ!!（不定期放送 こちらも『太陽に…』とは逆のパターンでRBCに移行）
- ザ・トップテン（1983年10月 - ）→歌のトップテン
  - 2番組とも、数週間遅れで放送していた（スポンサーもOTVサイドで差し替え）。
- アメリカ横断ウルトラクイズ（1984年の第8回、1985年の第9回と1998年の今世紀最後の大会を除く、第8回と第9回はそれぞれの年のみRBCで同時ネット、今世紀最後の大会は参加者募集告知CMは流れたが放送せず）
- TIME21→スーパーテレビ情報最前線（1987年 - 、スーパーテレビ移行後は不定期放送、1993年4月にRBCへ移行）
- 巨泉のこんなモノいらない!?（1989年3月でネット打ち切り）
- 知ってるつもり?!（不定期放送、1993年4月にRBCへ移行）
- 今夜は最高!→爆風スランプのお店→夜も一生けんめい。
- 特上!天声慎吾（レギュラー放送だったが、途中から不定期放送。番組そのものは2008年9月まで続いた）
- 冒険!CHEERS!!→たべごろマンマ!→全力!Tunes→弟子っちょピカ丸
- トヨタカップサッカー
- あすの世界と日本→小朝の地球時代→徳光の「地球時代です」!
- ミユキ野球教室（1980年代に一時期ネット）
- ドキュメンタリー特集
- 徳光和夫のTVフォーラム
- スターアクション（1974年4月にRBCからネット移行。1976年4月から同時ネット）
- おはよう!こどもショー（本土復帰後一時期のみ、同時ネット）
- カリキュラマシーン
- NFL Touchdown
- HAPPY Xmas SHOW（2003年は土曜サスペンス劇場枠、2004年と2005年は当日の深夜に時差ネット。2006年以降は編成の都合上、放送なし）
- 横浜国際女子駅伝（同時スポンサードネットだが、1998年のみ録画放送でノンスポンサーだった。2009年大会をもって終了）
- キン肉マン（第1期のみ、月曜 17:30 - 18:00[26] → 月曜 16:30 - 17:00[27]）[注 36]
- ドテラマン（木曜 16:00 - 16:30[28]）
- 魔神英雄伝ワタル→魔動王グランゾート
- 新世紀GPXサイバーフォーミュラ
- 魔法のプリンセスミンキーモモ（第2作）（日本テレビで1991年 - 1992年に放送されたもの）
- ママは小学4年生
- ミラクル☆ガールズ
- ジャパン☆ウォーカー
- 世代密林～ジェネレーションジャングル→ジェネジャン（番組終了後のスペシャル版はRBCで放送）
- 遊ワク☆遊ビバ!
- 感動紙芝居優しさ便り
- しゃべくり007（2009年度からの「24時間テレビ」内の生放送スペシャルのみ。なお、レギュラー放送はRBCで放送。）
- Dr.HOUSE シーズン1（日本テレビが日本語吹き替え版の幹事局のため）
- 快脳!マジかるハテナ
- 世界にかける橋
- ロンブー龍
- ウチのガヤがすみません!
- 昆虫物語 みなしごハッチ(第3期)
- Bugってハニー
- きまぐれオレンジ☆ロード（途中で放映打ち切り）
- 戦え!超ロボット生命体トランスフォーマー（木曜 16:30 - 17:00[27]）→戦え!超ロボット生命体トランスフォーマー2010→トランスフォーマー ザ☆ヘッドマスターズ→トランスフォーマー 超神マスターフォース→戦え!超ロボット生命体 トランスフォーマーV
- 東野・岡村の旅猿 プライベートでごめんなさい…
- ピンクパパラッチ（中京テレビ制作）
- 花月漫才王（読売テレビ制作）
- 浜ちゃんと!（読売テレビ制作）
- はじめての一枚（読売テレビ制作、同時ネット【『ご存じですか』のネット状況を引き継いだ為】）
- 細うで繁盛記（読売テレビ制作）
- ロボタン（第2作）（読売テレビ制作、火曜 16:30 - 17:00[27]）
- 沖縄ゆんたくBAR（BS日テレ制作）
- ボウリング革命 P★League（BS日テレ制作、途中打ち切り）
- 超無敵クラス（途中打ち切り）
- 日本プロゴルフ選手権大会（最終日のみ同時ネット、2023年まで）
- それって!?実際どうなの課（中京テレビ制作）
- 世界一受けたい授業
- 行列のできる法律相談所→行列のできる相談所
- 世界頂グルメ
- ダウンタウンDX（読売テレビ制作）

他多数

##### テレビ東京系列番組
- 楽しいムーミン一家
- りぼん魔法少女シリーズ 姫ちゃんのリボン→赤ずきんチャチャ→ナースエンジェルりりかSOS→こどものおもちゃ
- 浅草橋ヤング洋品店→ASAYAN→ハマラジャ（後番組の『WINNERS』はRBCで放送）
- 宇宙海賊ミトの大冒険
- 開運!なんでも鑑定団（2003年6月まで、現在はRBCで放送）
- あっぱれ!日本一
- BLUE SEED
- スレイヤーズ
- TVチャンピオン（その後QABに移行）
- ビックリマン2000
- エレメンタルジェレイド（日曜 11:00 - 11:30）
- もっと遊びたい!
- ロスト・ユニバース
- 炎の闘球児 ドッジ弾平
- 魔法のプリンセスミンキーモモ（第1作）（テレ東で1982年に放送されたもの）
- ハロー!モーニング。（一時期のみ）
- 宮里藍のビッグゴルフ in USA
- 大江戸捜査網(第1期)（時差ネット、土曜深夜に放送されていた）
- MUSIX!
- ペット大集合!ポチたま（途中打ち切り）
- メタルファイト ベイブレード（2010年8月16日 16:23 - 16:53、1話のみ放送）※『爆転シュート ベイブレード』はRBCで放送
- NARUTO -ナルト- 疾風伝
- ミエと良子のおしゃべり泥棒
- 海外行くならこーでね〜と!
- 解決!クスリになるテレビ
- おしかけスピリチュアル
- 企業未来!チャレンジ21
- 岡本綾子のNECスーパーゴルフ
- モーターランド
- おまかせ!山田商会
- ソクラテスのため息〜滝沢カレンのわかるまで教えてください〜
- 神八剣伝→サイボーグクロちゃん（テレビ愛知制作）
- パソコンサンデー（テレビ大阪制作、RBCから移行）
- 町おこし村おこし（テレビ大阪制作）
- 石橋勝のボランティア21（テレビ大阪制作）
- 〜夢のオーディションバラエティー〜Dreamer Z（途中打ち切り）
- しましまとらのしまじろう→はっけん たいけん だいすき! しまじろう→しまじろうヘソカ→しまじろうのわお!（テレビせとうち制作）

他多数

##### テレビ朝日系列番組
- ワールドプロレスリング（1992年3月で打ち切り、1995年10月からQABで放送再開。なお、これを最後にテレ朝系の番組のOTVでのネットはすべて消滅した=但し民教協番組を除く）
- がんばれ!!ロボコン（放送途中でRBCからネット移行。リメイク版の『燃えろ!!ロボコン』はQABで放送）→ロボット110番
- 一休さん（1978年9月上旬 - 10月上旬時点では火曜 18:00 - 18:30[29]、後に火曜 17:30 - 18:00に放送。1980年3月11日放送分で終了[30]）
- スーパー戦隊シリーズ（『太陽に…』とは逆のパターンでRBCに移行）秘密戦隊ゴレンジャー→ジャッカー電撃隊
- キャンディ・キャンディ（水曜 18:00 - 18:30[29] → 水曜 17:30 - 18:00[31]）→花の子ルンルン（水曜 17:30 - 18:00[32]）→魔法少女ララベル（水曜 17:30 - 18:00[33]）→ハロー!サンディベル（水曜 17:30 - 18:00[34]）
- メタルヒーローシリーズ 宇宙刑事ギャバン→宇宙刑事シャリバン→宇宙刑事シャイダー→巨獣特捜ジャスピオン→時空戦士スピルバン
- 特別機動捜査隊→特捜最前線（こちらも『太陽に…』とは逆のパターンでRBCに移行）
- 旅がらすくれないお仙
- 俺は用心棒
- ゴールデン劇場
- エスパー魔美（アニメ単独枠時代、月曜 - 金曜 17:30 - 18:00[35]。『藤子不二雄ワイド』内ではRBCで放送）
- コンポラキッド（火曜 19:00 - 19:30[36]）
- 風小僧
- ナショナルキッド
- チンプイ→21エモン
- 大正テレビ寄席（1967年9月頃からネット開始、1973年3月頃に打ち切り。遅れネット）
- 月曜19時台前半アニメ枠
  - 海賊王子→魔法使いサリー（第1シリーズ）→ひみつのアッコちゃん（第1シリーズ）（第2シリーズもOTVで放送していたが、第3シリーズは未放映）→魔法のマコちゃん→さるとびエッちゃん→魔法使いチャッピー→バビル2世→ミラクル少女リミットちゃん→魔女っ子メグちゃん
  - まんが赤い鳥のこころ
- 宇宙海賊キャプテンハーロック（木曜 17:30 - 18:00[32]）
- サイボーグ009（第2作）（木曜 17:30 - 18:00[30]）
- 機動戦士ガンダム（名古屋テレビ制作、火曜 17:30 - 18:00[30]）
- プロポーズ大作戦（朝日放送テレビ制作）
- ワールド・ナウ→ザ・コンピニオン→ハロー!コンピニオン（朝日放送テレビ制作）
- 世界一周双六ゲーム（朝日放送テレビ制作）
- ビックリマン（朝日放送テレビ制作、水曜 16:30 - 17:00[37]）
- 仮面ライダーシリーズ（毎日放送制作、腸捻転解消前、腸捻転解消後RBCにネット移行。こちらも『太陽に…』とは逆のパターンである。平成・令和シリーズはQABで放送）仮面ライダー→仮面ライダーV3→仮面ライダーX→仮面ライダーアマゾン
- おそ松くん（第1作）（MBSテレビ制作、第2作も放送。事実上のリメイク版である『おそ松さん』は2作とも県内の放送局では未放送）
- がっちり買いまショウ（MBSテレビ制作、こちらも『太陽に…』とは逆のパターンで1971年頃にRBCに移行）

他多数

##### 民間放送教育協会（民教協）
- 親の目・子の目
- お茶の間セミナー
- 素敵発見!!街づくり・人だより
- 生きる×2
- 発見!人間力
- 日本!食紀行 他

##### その他
- お笑いマンガ道場（NNS番組化後も他系列番組扱いでそのまま こちらも『太陽に…』とは逆のパターンで1991年10月にRBCに移行）
- ハーベストタイム（ちばテレビ幹事）
- 鬼警部アイアンサイド（TBS系番組でありながら、RBCの編成から外れたため番販扱いで放送）
- スーパーマン
- 小島よしおの熱血グルメリポーター!!（S-Field制作、2010年1月3日 5:25 - 5:55）※HD
- 沖縄で好きになった子が方言すぎてツラすぎる（日曜 12:00 - 12:30、2025年1月5日 - 3月23日）

##### 沖縄放送協会（OHK）開局まで放送されたNHKの番組
- NHKニュース（午前7時、正午、午後7時ほか）
- スタジオ102（1965年9月13日放送分からネット）
- 連続テレビ小説
- 大河ドラマ
- NHK紅白歌合戦（ラジオ中継はラジオ沖縄で、複数のスポンサー付きで放送）
- 大相撲中継
- 学校放送（琉球政府文教局提供でRBCと並行して放送され、OHK開局後もしばらく放送）
- おかあさんといっしょ（1966年当時は週2回のみ）
- ひょっこりひょうたん島
- 私の秘密
- 虹の設計
- 夢であいましょう
- 事件記者
- みんなのうた

etc.
※大半の番組は、OTVサイドで独自にスポンサーを付けて、番組の前後にCMを流した。

## アナウンサー
出典

### 現職

#### 男性
- 2005年 佐久本浩志（2010年10月に他部署より移籍）
- 2015年 稲嶺羊輔
- 2019年 植草凛（実父は長崎放送→テレビ大阪アナウンサーの植草結樹、叔父はRKB毎日放送→テレビ東京アナウンサーの植草朋樹、弟はRKB毎日放送アナウンサーの植草峻、祖父は元朝日放送アナウンサーだった植草貞夫[39]）
- 2023年 平良匠

#### 女性
- 2008年 金城わか菜（コロムビアミュージックエンタテインメント営業職を経て移籍）
- 2016年 小林美沙希
- 2018年 後間秋穂
- 2025年 渡辺マリナ

### 過去
男性
- 1963年
  - 島袋秀光（1940年に具志川市出身。在籍中に琉球大学法文学部非常勤講師、沖縄総合事務所職員研修講師。解説委員→沖縄市農業委員会副会長→沖縄県広報アドバイザー→うるま市・南城市・八重瀬町外部委員）
- 1973年
  - 前原信一（世界中の沖縄県系人を長年取材。キャスター室長→報道部長→報道局次長→報道制作局長→取締役（報道制作局担当）→常務（報道制作局・編成局担当→報道制作局・編成局・番組推進室担当）、常務時代にハワイ大学マノア校名誉人文学博士号。退任後は古巣でラジオナビゲーターなど。ラジオ沖縄より）
- 1974年
  - 松田彰夫[40]
- 1993年
  - 伊藤彰伸（ - 2011年3月、報道制作局報道部副部長→営業局業務部副部長→営業局営業促進部副部長→事業局事業部副部長→報道制作局報道部記者）
- 1997年
  - 古川貴裕（4月 - 2017年3月、営業局へ異動）
- 2005年
  - 三好ジェームス（ - 2014年6月、RKB毎日放送を経て、2023年以降は放送以外の業種の企業に在籍）
- 2012年
  - 大城良太（ - 2025年6月）
- 仲里一美（報道制作局ライブラリー部部長待遇）
- 中安章雄（編成局編成運行部長待遇→番組推進室部長→現:報道制作局報道部付部長）
- 山川文樹（報道制作局次長→営業局次長・営業促進部長→現:営業局次長）
- 大兼連理

女性
- 1974年
  - 寺田麗子（（元・アナウンス室副部長）、環境ジャーナリスト、沖縄玉水ネットワーク副代表）
- 1986年
  - 阿佐慶涼子（ - 2018年3月、営業局へ異動）
- 1990年
  - 仲地恵（ - 2007年8月）
- 1995年
  - 本橋亜希子（ - 2011年3月、報道制作局制作部→報道制作局副部長）
- 1999年 
  - 平良いずみ（ - 2024年7月）
- 2007年
  - 金子由香梨（9月 - 2008年9月、退社後はテレビ西日本報道部の契約リポーター→フリーアナウンサーとして沖縄県内で活動）
- 2011年
  - 鶴渕さやか（4月 - 2013年3月、福井放送より移籍。現在はオフィスキイワード東京事務所所属のフリーアナウンサー）
- 2013年
  - 登川二奈（ - 2019年2月、営業局→現:報道制作局報道部記者）
- 山川厚子（番組審議会委員）
- 吉村光子

## マスコットキャラクター
- もじゃら・もじゃり（初代）
  - 活動期間 : 1992年4月（春のキャンペーン） - 不明
  - 着ぐるみがキャンペーンのPR活動用に作られており、活動終了後に実施された2001年のFNS27時間テレビのFNS各局対抗企画である「FNS最強キャラクター大相撲」に参戦の際、ドライクリーニングを施した上で再利用された。
- ゆーたん（2代目）

ちなみに、両者とも沖縄で「木の妖精」という意味を持つキジムナーをモチーフにしている。

## ロゴマーク
- OTVでは同局のアナログ親局チャンネルが由来の「8」を図式化したシンボルマークを本土復帰後に8chとなるのを逆手に取る形で使用。ちなみに、OTVのキー局であるフジテレビは、「8」をモチーフとしたマーク（通称・8マーク。亀倉雄策の作）をシンボルマークとして社章として用いられ、1986年4月以降から使用を開始した目ん玉マークとフジサンケイグループ共通書体の「フジテレビ」と併用した現行ロゴ以前の「フジテレビ」ロゴに併用する形として積極的に用いられ、社旗・局名告知・番宣紙媒体の局紹介などに活用例があった。また、同じフジテレビ系列でアナログ親局（生駒山）が8chであった近畿広域圏の準キー局である関西テレビ放送でも「8」を図式化したシンボルマーク（早川良雄の作）も辛うじて社章として用いられ、2015年4月以降の「カンテレ」のロゴタイプと影付きの新「8マーク」と併用したCI以前に使われた「関西テレビ」・「関西テレビ放送」ロゴとの併用も多くみられた。
  - ただし、違いとしては、フジテレビは曲線基調、関西テレビは直線基調、本局OTVは直線ベースながら曲線も取り入れたデザインと、各局差別化がなされている。